# Hiroshi Kawaguchi (compositeur)
Pour les articles homonymes, voir Hiroshi Kawaguchi et Hiroshi Miyauchi (homonymie).
Hiroshi Kawaguchi (川口 博史), né Hiroshi Miyauchi (宮内　博史) le 12 avril 1955, aussi connu sous le pseudonyme Hiro, est un compositeur japonais de jeu vidéo.
Hiroshi Kawaguchi a essentiellement travaillé pour les jeux vidéo développés par Sega, dont Out Run et After Burner, au sein de la « Sega Sound Team » ; il est à l'heure actuelle toujours employé chez Sega, à la tête de cette équipe.
Il est également connu pour avoir fait partie du S.S.T. Band, en tant que claviériste, sous le nom de scène « Hiro », groupe officiel de la société Sega, formé entre 1988 et 1993. Depuis 2001, il est leader du groupe H., une nouvelle formation regroupant toujours les artistes de la « Sega Sound Team ».

## Ludographie
Hiroshi Miyauchi a participé à la composition de nombreuses bandes-son de jeux vidéo Sega, notamment en arcade, parmi lesquels des titres emblématiques de la marque, dont la majorité de ceux produits par Yū Suzuki dans les années 1980 :
- 1985 : Hang-On, en arcade ;
- 1985 : Space Harrier, en arcade ;
- 1986 : Out Run, en arcade ;
- 1986 : Fantasy Zone, en arcade ;
- 1986 : Alex Kidd: The Lost Stars, en arcade ;
- 1986 : Enduro Racer, en arcade ;
- 1987 : After Burner, en arcade ;
- 1987 : After Burner II, en arcade ;
- 1988 : Dynamite Dux, en arcade ;
- 1989 : Turbo OutRun, en arcade ;
- 1989 : Power Drift, en arcade ;
- 1989 : Sword of Vermilion, sur Mega Drive ;
- 1990 : G-LOC: Air Battle, en arcade ;
- 1991 : Rent a Hero, sur Mega Drive ;
- 1992 : OutRunners, en arcade ;
- 1993 : SegaSonic the Hedgehog, en arcade ;
- 2003 : OutRun 2, en arcade.

## Discographie
| Année | Titre                                                             | Notes                                           |
| ----- | ----------------------------------------------------------------- | ----------------------------------------------- |
| 1986  | Beep Special Project - SEGA Game Music Sono Sheet                 |                                                 |
| 1986  | SEGA Game Music Vol.1                                             | Compositeur sous le pseudonyme Hiro             |
| 1987  | Out Run Original Soundtrack Music from the Arcade Machine         |                                                 |
| 1987  | SEGA Game Music Vol.2                                             |                                                 |
| 1987  | Beep Special Project - SEGA Game Music II Sono Sheet              |                                                 |
| 1987  | SEGA Game Music Vol.3 After Burner                                |                                                 |
| 1987  | Beep Special Project - Best Game Music Selection                  |                                                 |
| 1987  | SEGA Taikan Game Special                                          | Compositeur sous le pseudonyme Hiro             |
| 1988  | Galaxy Force - G.S.M. SEGA 1                                      |                                                 |
| 1988  | Power Drift                                                       |                                                 |
| 1987  | Power Drift & Mega Drive - G.S.M. SEGA 2                          |                                                 |
| 1989  | Super Sonic Team - G.S.M. SEGA 3                                  |                                                 |
| 1989  | Mega Selection - G.S.M. SEGA                                      |                                                 |
| 1990  | After Burner                                                      |                                                 |
| 1990  | Hyper Drive - G.S.M. SEGA 4                                       |                                                 |
| 1990  | S.S.T. Band Live! - G.S.M. SEGA                                   |                                                 |
| 1991  | Formula - G.S.M. 5                                                |                                                 |
| 1991  | Mega Selection II - G.S.M. SEGA                                   |                                                 |
| 1992  | Out Run                                                           |                                                 |
| 1993  | Virtua Racing & Out Runners                                       | Compositeur sous le pseudonyme Hiroshi Miyauchi |
| 1994  | Daytona USA                                                       |                                                 |
| 1995  | SEGA Arcade Selection D-RAM Remix                                 |                                                 |
| 1997  | Fighters Megamix Sound tracks                                     |                                                 |
| 1997  | SEGA TouringCar Championship                                      |                                                 |
| 1997  | Yu-Suzuki produce Hang-On / Space Harrier                         |                                                 |
| 1997  | Yu-Suzuki produce Out Run                                         |                                                 |
| 1997  | Yu-Suzuki produce After Burner II                                 |                                                 |
| 1998  | Yu-Suzuki produce Power Drift                                     |                                                 |
| 1998  | Yu-Suzuki produce G-LOC / R360 / Virtua Racing                    |                                                 |
| 2004  | OutRun2 SOUND TRACKS                                              |                                                 |
| 2006  | SEGA Rally 2006 Original Sound trackGame Music Vol.3 After Burner |                                                 |
| 2006  | After Burner Climax Sound track                                   |                                                 |
| 2007  | OutRun 20th Anniversary Box                                       |                                                 |
| 2007  | Super Hang On 20th Anniversary Collection                         |                                                 |
| 2007  | Galaxy Force II & Thunder Blade Original Sound Track              |                                                 |
| 2007  | After Burner 20th Anniversary Box                                 |                                                 |
| 2009  | Alex Kidd Complete Album                                          |                                                 |
| 2009  | SEGA Motorcycle Music History                                     |                                                 |
| 2009  | Bayonetta Original Soundtrack                                     |                                                 |
| 2009  | Tetris Dekaris Original Soundtrack Koi no Dekaris                 |                                                 |
| 2010  | Super 32X 15th Anniversary album                                  |                                                 |
| 2010  | Miku Hatsune - Project DIVA Arcade - Original Song Collection     |                                                 |